# Bova (Kalabrien)
Bova ist eine italienische Gemeinde in der Metropolitanstadt Reggio Calabria in Kalabrien mit 423 Einwohnern (Stand 31. Dezember 2023) und ist Mitglied der Vereinigung I borghi più belli d’Italia (Die schönsten Orte Italiens).

## Lage und Daten
Bova liegt 57 km südöstlich von Reggio Calabria. Der Ort liegt am Südhang des Aspromonte am Lauf des Flusses Amendolea nördlich des Ionischen Meeres. Die Nachbargemeinden sind Africo, Bova Marina, Condofuri, Palizzi, Roghudi und Staiti.

## Geschichte
Die Kathedrale wird in einer päpstlichen Bulle von 1081 bis 1084 genannt. Das Dorf wird erstmals im 11. Jahrhundert urkundlich erwähnt und war Sitz eines Bischofs. In der Mitte des 15. Jahrhunderts siedelten sich hier nach dem Tod Skanderbegs Albanesen an. 1783 wurde die Stadt durch ein Erdbeben fast gänzlich zerstört. In Bova wird auch der griechisch-kalabrische Dialekt gesprochen.

## Sehenswürdigkeiten
Über dem Ort liegt die Ruine einer Burg.
Direkt darunter liegt die Kathedrale. Die Kathedrale wurde bei einem Erdbeben 1783 zerstört und danach wieder aufgebaut. In der Kathedrale befinden sich zahlreiche Hinweise auf die byzantinische Zeit. Aus der Zeit der Normannen stammen die Außenmauern.
Seit Oktober 2012 ist im Palazzo Tuscano, dem Besucherzentrum des Nationalparks Aspromonte (Parco Nazionale dell’Aspromonte) in Bova, die multimediale Ausstellung „Calabria Contadina nelle immagini di Gerhard Rohlfs“ („Das bäuerliche Kalabrien in den Bildern von Gerhard Rohlfs“, herausgegeben von Antonio Panzerella) zu sehen. Die Ausstellung zeigt u. a. Fotografien, die der deutsche Romanist Gerhard Rohlfs ab den 1920er-Jahren während seiner Feldforschungsreise zur Erforschung des griechisch-kalabrischen Dialekts aufnahm.